# ガイドクロス
ガイドクロス (ドイツ語: Leitkreuz) は、（ドイツ軍車両では）軍用陸上車両が装備する照明装置のひとつである。

## 解説

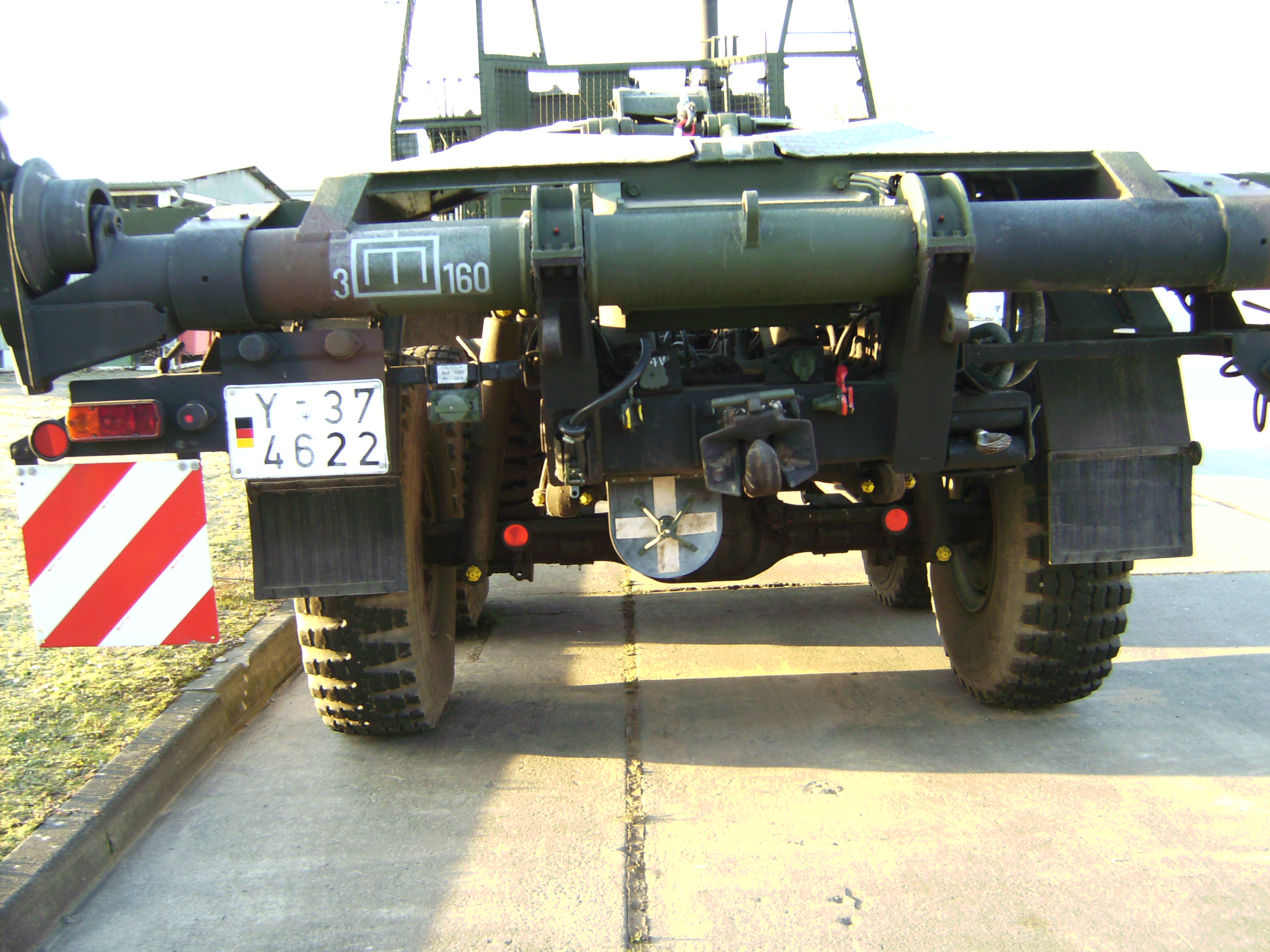
MAN 7 to mil gl as FSB、M-boatトランスポーターへのガイドクロスの装着方法について

敵軍に手がかりを与えないために、例えば戦車やトラックの道路走行灯を、戦闘状況下での走行用に、いわゆる暗闇でのカモフラージュライトに交換することができる。これは、（敵に発見されて攻撃されるリスクを減らしながら）後続車両が前方味方車両の位置と距離を認識するのに役立つ。ただし、ガイドクロスの照度は非常に弱く、真っ暗闇では肉眼で数メートル程度しか確認できない難点も持つ。
ガイドクロスやカモフラージュライトをつけての運転は平時の一般道路での運転は禁止されており、命令された場合のみ許可されている。

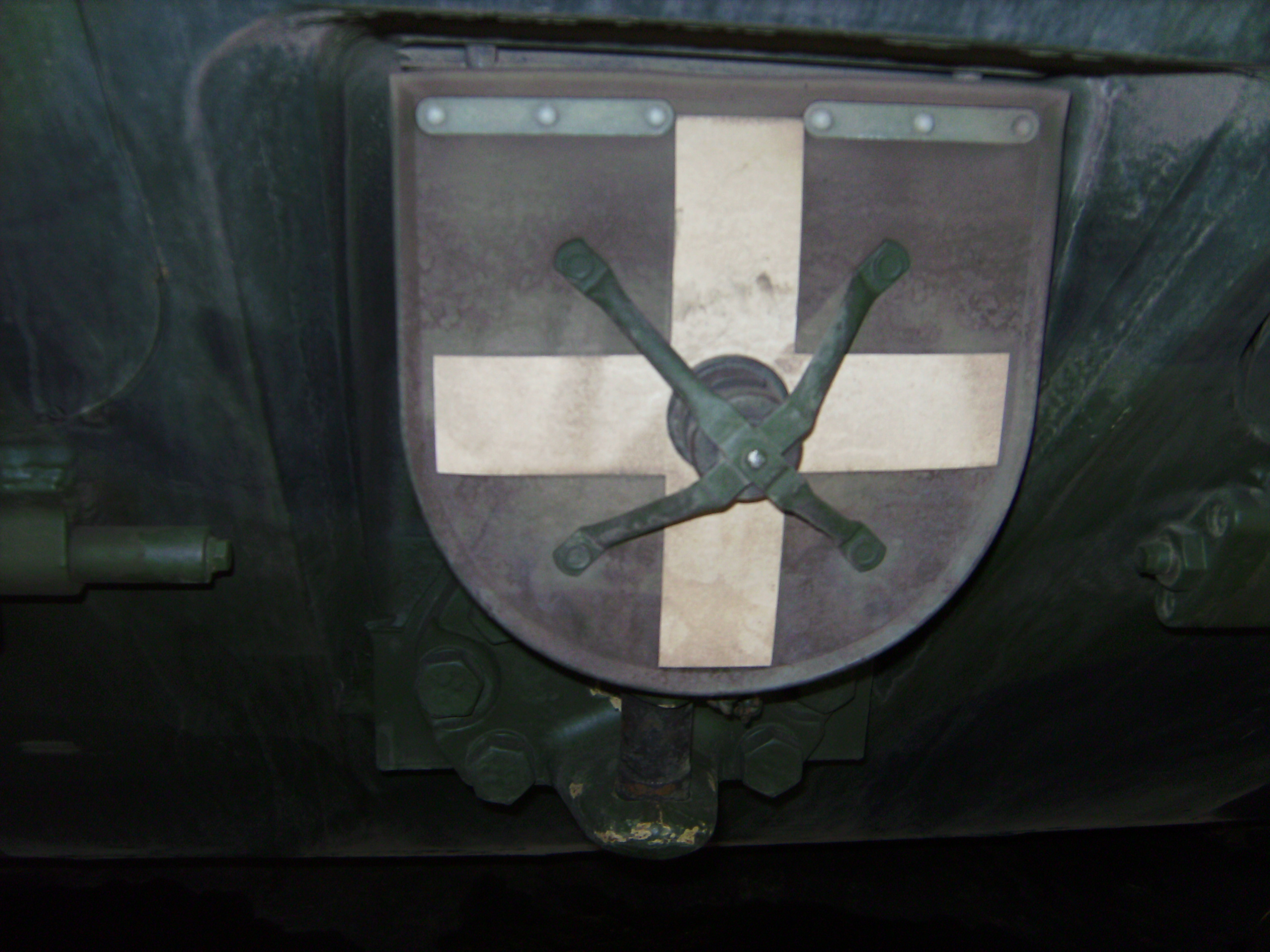
ガイドクロス全体

カモフラージュ照明は4段階あり、レベル1、3のスイッチを入れるとガイドクロスが点灯する。ガイドクロスは車両の後部にあり、通常、上部を多少隠すように装着され、緑色のゴム板に白い十字架が描かれたものである。クロスバーの交差点には小さなランプボディが取り付けられており、その中に24ボルト/4ワットの白熱電球が入っている。白いクロスバーは、ランプボディに設けられた4つの開口部から照らされ、また、ランプを安定保護するために、細い鋼管でできた十字型の骨組みが取り付けられている。
そして、オフロード走行時に破損したり、ちぎれたりしないように、ゴム板がフレキシブルに装着されている。
暗闇で隊列を組んで移動する場合、通常、カモフラージュ照明はレベル1以上を使用する必要がある。この状態で点灯しているガイドクロスは、後続の運転者が方向確認するために最低限必要なものとされている。特に、夜間で周囲の残光がない、あるいはほとんどなく、前方の車両を推測するしかないような林道での走行では、その傾向が顕著である。
| サブスタブ | この項目は、まだ閲覧者の調べものの参照としては役立たない、書きかけの項目です。この項目を加筆・訂正などしてくださる協力者を求めています。このテンプレートは分野別のサブスタブテンプレートやスタブテンプレート（Wikipedia:分野別のスタブテンプレート参照）に変更することが望まれています。 |